# I Never Loved a Man the Way I Love You
I never loved a man the way I love you es el noveno álbum de Aretha Franklin, el primero editado por ella en la discográfica Atlantic. 
Se puede decir que es la obra suprema de Lady Soul. Es un conjunto de grandes canciones que pasarán a la historia; pero de las que destaca la innolvidable Respect. El debut de Aretha en Atlantic y la inclusión de este gran éxito, han hecho del álbum todo un clásico. Está producido por Jerry Wexler; habitual de Aretha y su sonido anterior en el sello Columbia, asesorado por la banda de Muscle Shoals; Wexler creó un material ideal para hacer a Aretha subir definitivamente al trono del soul, a lo que ella respondió con las interpretaciones más brillantes y apasionadas de toda su carrera. 
La obra maestra editada en 1967 se volvió a reeditar más tarde remasterizada (por la discográfica Rhino en 1995) y con tres pistas más; las versiones estéreo de varios temas: "Respect", "I never loved a man the way I love you" y "Do right woman, do right man". No contiene ninguna colaboración vocal, a excepción de la de los coros por parte de las hermanas Franklin (Carolyn y Erma); pero en la parte de las composiciones sí hay grandes colaboraciones: Otis Redding, King Curtis, Sam Cooke y Aretha y Carolyn Franklin. Se ha reeditado en seis ocasiones: 1967 por Atlantic (LP), 1990 por Atlantic (CS), 1993 también por Atlantic (CD), 1995 en Rhino (CD) y en 2001 por 4 Men with Beards (LP).
En 2003, en una edición especial, la revista Rolling Stone posicionó el álbum en el puesto 83 de su lista de los 500 mejores álbumes de todos los tiempos.

## Lista de canciones
El álbum originalmente se lanzó el 10 de marzo de 1967 por Atlantic con once canciones:
1. "Respect" (Otis Redding) — 2:27
2. "Drown in My Own Tears" (Henry Glover) — 4:07
3. "I Never Loved a Man (The Way I Love You)" (Ronnie Shannon) — 2:52
4. "Soul serenade" (Luther Dixon, King Curtis) — 2:39
5. "Don't let me lose this dream" (Aretha Franklin, Teddy White) — 2:23
6. "Baby, baby, baby" (Aretha Franklin, Carolyn Franklin) — 2:54
7. "Dr. Feelgood (Love is a serious business)" (Aretha Franklin, Teddy White) — 3:23
8. "Good times" (Sam Cooke) — 2:10
9. "Do Right Woman, Do Right Man" (Chips Moman, Dan Penn) — 3:16
10. "Save Me" (Aretha Franklin, Carolyn Franklin, Curtis Ousley) — 2:21
11. "A change is gonna come" (Sam Cooke) — 4:20

## Premios
| Año  | Título  | Categoría                                   | Género |
| ---- | ------- | ------------------------------------------- | ------ |
| 1967 | Respect | Mejor actuación vocal femenina en solitario | R&B    |
| 1967 | Respect | Mejor grabación R&B                         | R&B    |

## Listas de ventas

### Billboard álbumes
| Máx. Posición | Álbum                                  | Chart        | Año  |
| ------------- | -------------------------------------- | ------------ | ---- |
| 1             | I never loved a man the way I love you | Black albums | 1967 |
| 2             | I never loved a man the way I love you | Pop albums   | 1967 |

### Billboard sencillos
| Máx. Posición | Sencillo                                 | Listas      | Año  |
| ------------- | ---------------------------------------- | ----------- | ---- |
| 1             | Respect                                  | Pop singles | 1967 |
| 9             | I never loved a man (the way I love you) | Pop singles | 1967 |

## Créditos
- Willie Bridges (saxofón barítono)
- Charles Chalmers (saxofón tenor)
- Gene Chrisman (batería)
- Tommy Cogbill (bajo)
- Tom Dowd (ingeniero de sonido)
- Aretha Franklin (piano/voz)
- Carolyn Franklin (coros)
- Jimmy Johnson (guitarra)
- King Curtis (saxofón tenor)
- Melvin Lastie (trompeta)
- Chips Moman (guitarra)
- Dewey Oldham (teclados)
- Jerry Wexler (producción)

- Datos: Q595440